# François De Ridder
François De Ridder (Asse, 23 september 1951 – Zellik, 16 juni 2007) was een Belgisch dirigent.

## Levensloop
De Ridder begon op jeugdige leeftijd zijn muzikale studies aan de Muziekacademie August De Boeck te Asse. Verder studeerde hij aan het Koninklijk Conservatorium in Gent, een departement van de Hogeschool Gent, voor notenleer en klarinet en aan het Koninklijk Conservatorium in Brussel bij Jan Segers en Roland Cardon HaFa-directie. 
In 1971 begon hij aan een militaire loopbaan. Hij werd eerst klarinettist bij de Muziekkapel van de Ardense Jagers te Aarlen en aansluitend bij de Koninklijke Muziekkapel van de Belgische Luchtmacht, te Brussel. De Muziekkapel van de Belgische Rijkswacht, te Brussel beriep hem in 1983 tot kapelmeester en in november 1988 adjunct-kapelmeester bij het Groot Harmonieorkest van de Belgische Gidsen, in Brussel, waar hij in oktober 2003 tot interim-kapelmeester besteld werd. Op 23 juni 2005 ontving hij een beslissing van de Minister van Landsverdediging als kapelmeester van dit befaamde harmonieorkest. 
Hij was eveneens docent klarinet aan de Muziekacademie August De Boeck te Asse en assistent voor HaFa-directie aan het Koninklijk Conservatorium in Brussel.
Tevens was hij als vrijwilliger aangesloten bij de brandweerkazerne in Asse. Door een tragisch ongeval met een brandweerwagen in een bocht aan de Pontbeeklaan in Zellik, overleed François De Ridder ter plaatse aan zijn verwondingen op 16 juni 2007. Op 16 juni 2008 werd een gedenkplaat onthuld op de plaats van het ongeval, en op 16 juni 2012 vond op dezelfde plaats een ingetogen herdenking plaats.